# Элеваторный (Челябинская область)
Элева́торный — посёлок в Кунашакском районе Челябинской области, входит в состав Усть-Багарякского сельского поселения.

## География
Посёлок находится в северо-восточной части района, на расстоянии 69 км к северо-востоку от села Кунашак, административного центра района.

## Население
| 2002 | 2010 |
| ---- | ---- |
| 112  | ↘67  |

## Улицы
- ул. Вокзальная,
- ул. Зелёная,
- ул. Лесная.